# Hand-, voet- en mondziekte
Hand-, voet- en mondziekte is een acute virusziekte die relatief onschuldig is en van beperkte duur. Vooral in de zomer komen nog weleens lokale uitbraken voor bij kinderen. Omdat de ziekte erg besmettelijk is zijn kinderopvangcentra en (kleuter)scholen typisch plaatsen waar ze plotseling massaal kan voorkomen.
De overdracht van het virus gebeurt via ontlasting naar speeksel en door direct contact met de huidverwondingen. Na de incubatieperiode van ongeveer een week verschijnen er weinig specifieke symptomen als keelpijn, koorts en een licht onwelzijn. In de volgende dagen ontstaan de typerende symptomen. In de mond en op de handen en voeten verschijnen rode plekjes, die eventueel overgaan in blaasjes. In de mond gaan deze blaasjes vaak stuk en vormen dan kleine zweertjes, die lijken op aften. De diagnose wordt gewoonlijk gesteld aan de hand van de verschijnselen, aanvullend laboratoriumonderzoek is meestal overbodig.
De ziekte wordt in Europa vaak veroorzaakt door coxsackievirussen, maar ook het enterovirus 71 is een bekende verwekker van de aandoening. Vooral in Azië was dit enterovirus verantwoordelijk voor een aantal uitbraken. Vastgesteld is dat de zeldzaam voorkomende neurologische bijwerkingen en braken vaker voorkomen bij dit type virus.
De behandeling is ondersteunend, er bestaat geen specifiek geneesmiddel dat werkzaam is. De behandeling bestaat, afgezien van verlichting van koorts en pijn met antipyretica en/of pijnstillers, voornamelijk uit het bewaken van de vochtbalans en alert zijn met betrekking tot het optreden van zeldzame complicaties.
De ziekte is niet nauw verwant met mond-en-klauwzeer bij vee. Dat wordt door een ander virus veroorzaakt, dat weliswaar ook tot de Picornavirussen behoort, maar niet tot ziekte bij de mens leidt.